# Pierre Narcisse Guérin
Pierre Narcisse Guérin (13. března 1774, Paříž, Francie – 16. června 1833, Řím) byl francouzský malíř, figuralista mytologických a historických scén, ve stylu klasicismu a romantismu.

## Život
Na pařížské akademii byl žákem Jeana-Baptiste Regnaulta, během studií byl třikrát oceněn římskou cenou (Grand prix) a již v roce 1799 vystavoval obraz Marcus Sextus v pařížském Salónu. Po svém učiteli zprvu přejal stylové rysy klasicismu s uměřenou strohostí, absenci pestrých barev a někdy suchý eklekticismus. Tehdy vytvořil jedno ze svých nejlepších děl, polopostavu nahé dívky.  
Po pařížských studiích odejel do Říma, odkud pro křehké zdraví přesídlil do Neapole. Po roce 1803 se jeho styl a barevnost obrazů postupně proměnily příklonem k romantické barevnosti, senzitivitě a dramatickými kompozicemi. Roku 1805 byl jmenován členem Akademie výtvarných umění v Paříži a Napoleon Bonaparte ho vyznamenal Řádem Čestné legie.
Po nástupu vlády Bourbonů byl jmenován ředitelem Francouzské akademie v Římě, kde učil v letech 1822-1828 a byl úspěšný také jako pedagog. Z jeho ateliéru vyšli mimo jiné Théodore Géricault, Eugéne Delacroix nebo Ary a Hendrik Schefferovi.
Po návratu do Paříže jej král Ludvík XVIII. povýšil do šlechtického stavu (baron). V doprovodu Horace Verneta se vrátil do Říma, kde dokončil cyklus obrazů Pyrrhos a Priamos a náhle zemřel.
Byl pohřben v římském kostele Trinità dei Monti vedle jiného francouzského malíře Clauda Lorraina.

## Hlavní díla

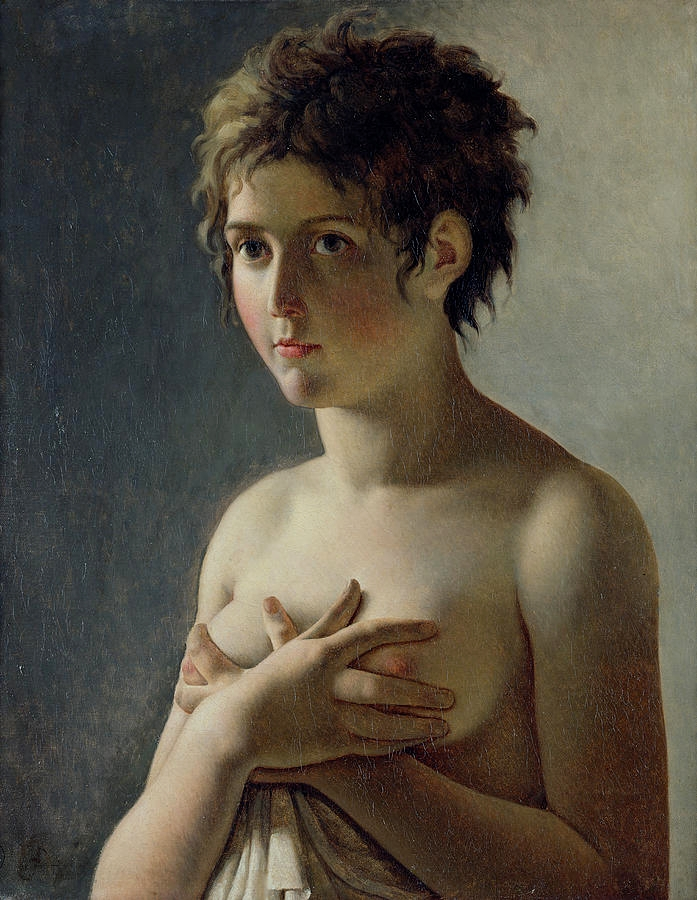
Polopostava dívky (asi 1794), Louvre
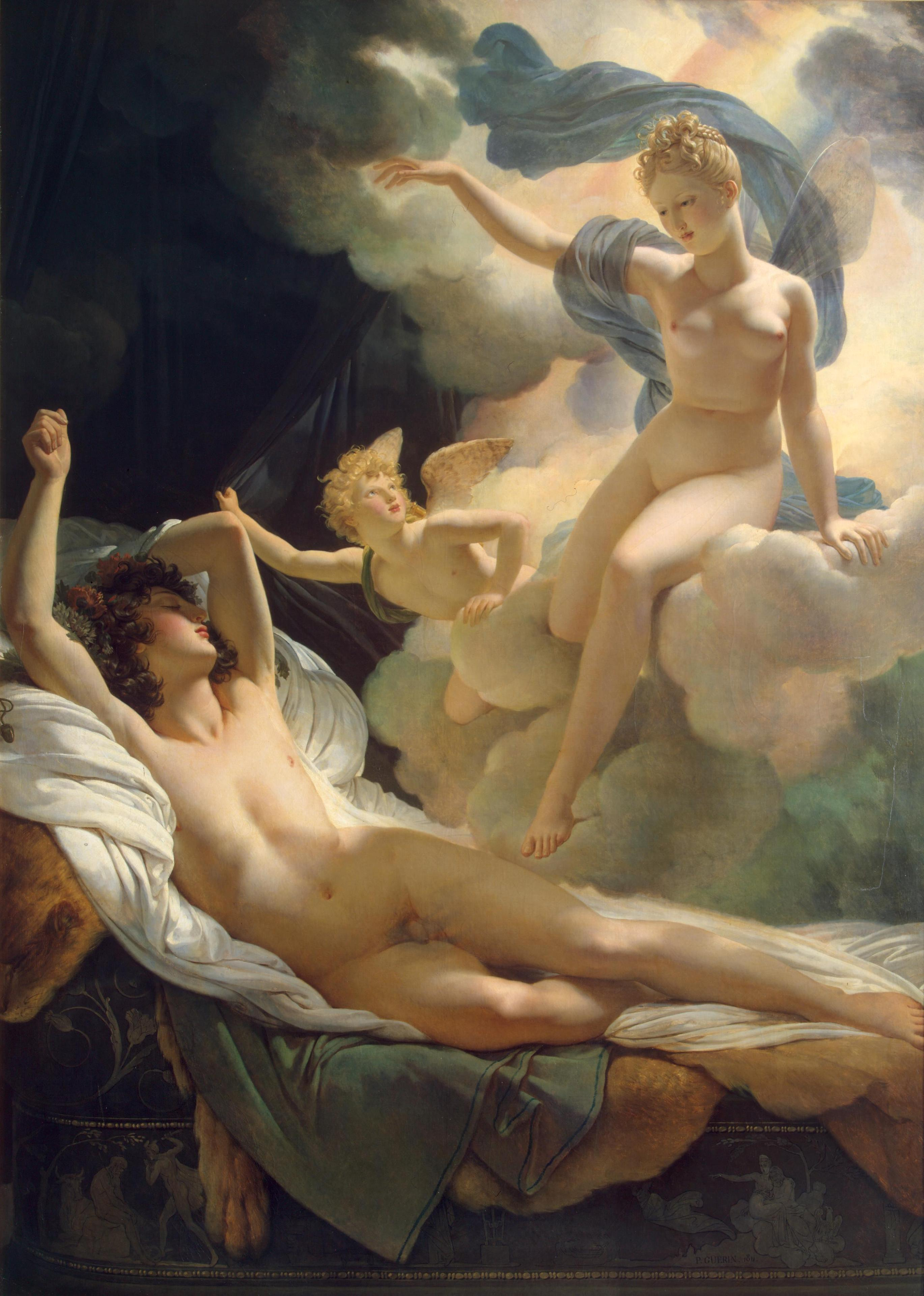
Morfeus a Iris (1811) Ermitáž
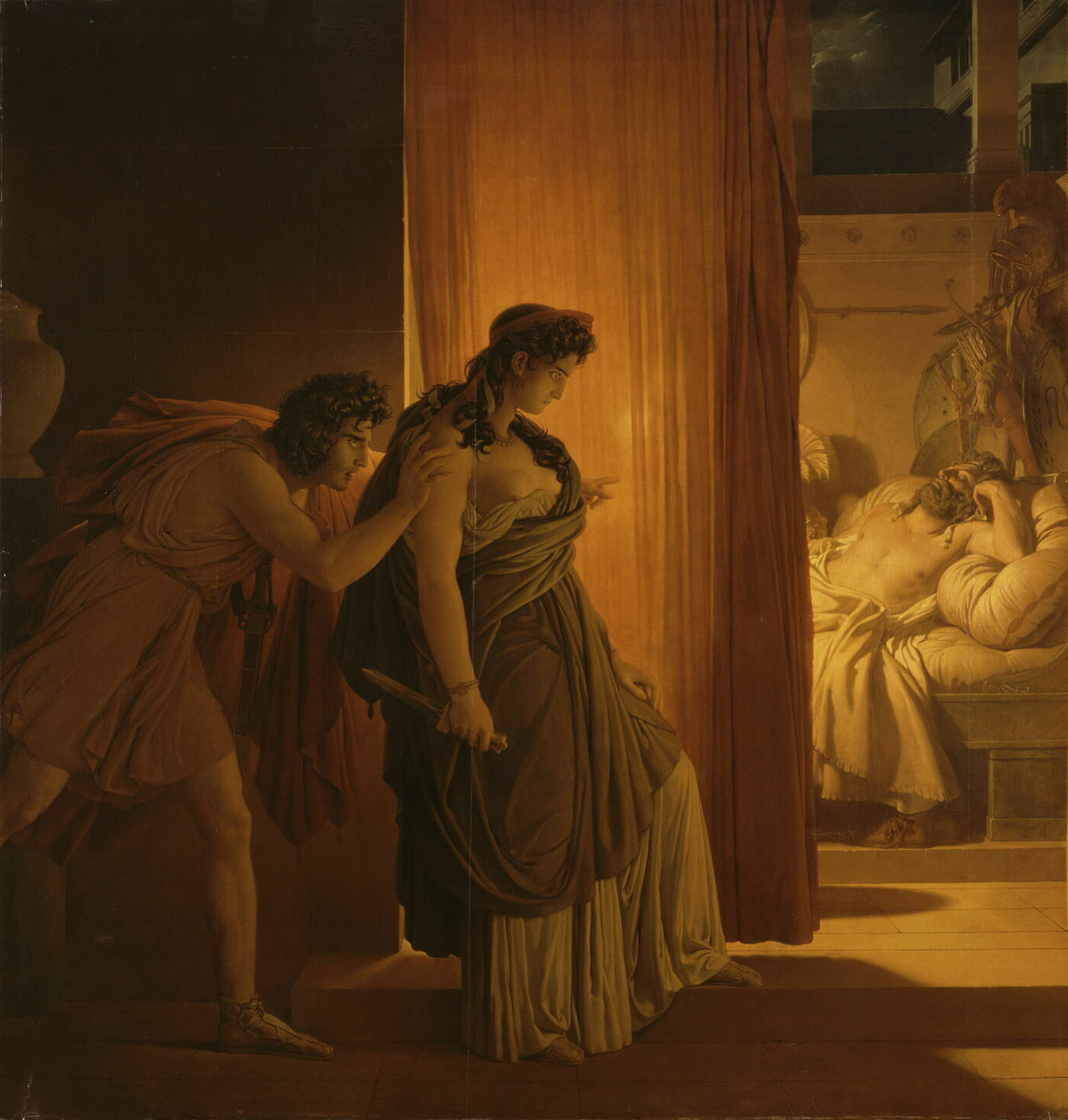
Klytaimnéstra před útokem na Agamemnona (1817) Louvre
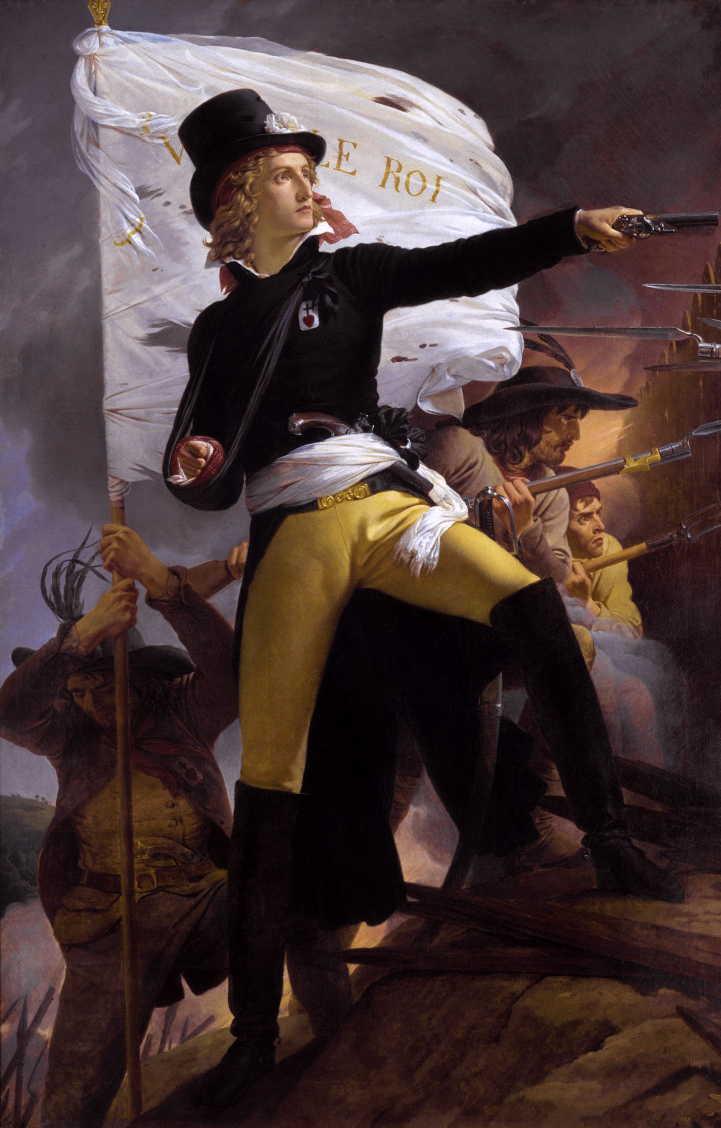
Henri de la Rochejaquelein (1817)
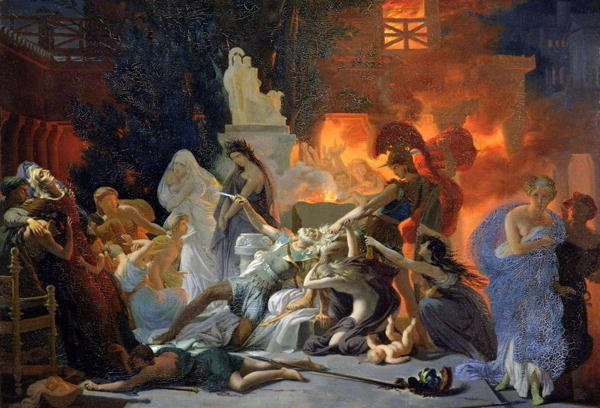
Priamova smrt (1817) Angers.